# 満天の星 (テレビドラマ)
『満天の星』（まんてんのほし）は、東海テレビ制作・フジテレビ系列で、1976年2月9日から4月2日に放送された昼ドラマである。

## キャスト
- 好恵 - 生田悦子
- 勝彦 - 浜田光夫
- 早川保

## スタッフ
- プロデューサー：出原弘之（東海テレビ）、淡豊昭、大西博彦（東海テレビ）
- 監督：白井更生、野崎貞夫
- 脚本：馬場当、阿部桂一、竹内勇太郎
- 音楽：たかしまあきひこ
- 撮影：町田敏行
- 美術：山崎雄史
- 照明：鎌田靖夫
- 助監督：笠倉隆
- 編集：小林煕昌
- 効果：小森護雄
- 記録：宮崎信恵、松丸春代
- タイトル画：織茂恭子
- 制作主任：佐山彰二
- 制作：東海テレビ、円谷プロダクション